# Иван Ургант
Иван Андрејевич Ургант (рус. Ива́н Андре́евич У́ргант; рођен 16. априла 1978. године у Лењинграду, у СССР) је руски глумац, ТВ водитељ и забављач.

## Биографија
Рођен је 16. априла 1978. године у Лењинграду, као син руског глумца Андреја Урганта и глумице Валерије Киселеве и унук руских глумаца Љева Максовича Миљиндера и Нине Николајевне Ургант.

## Филмографија
- 1998 — Трудное время (Тешко време)
- 1999 — Улицы разбитых фонарей (Улице разбијених фењера)
- 2005 — От 180 и выше (Преко 180)
- 2006 —
- 2006 —
- 2006 — Неваляшка (коментатор)
- 2006 — Смывайся! (Губи се!; глас: Роди)
- 2007 — Он, она и я (Он, она и ја; Денис Ветров)
- 2007 — Трое и снежинка (Троје и пахуља; Харик)
- 2008 — Волшебник (Чаробњак; Капетан Захаров)
- 2008 — Парадокс (Парадокс; у производњи; Вадиков пријатељ)
- 2008 — Европа-Азия (Европа-Азија; у производњи)

## Телевизијска каријера
Ургант је био водитељ следећих телевизијских емисија:
- „“ (Петерсбуршки курир; Руски пети канал) (1999)
- „“ (Свеже јутро; МТВ Русија) (2001—2002)
- „“ (Народни уметник; 2003—2005)
- „“ (Пирамида; Телеканал „Россия“)(2004)
- „“ (Велика премијера; 2005)
- „“ (2006)
- „“ (Задовољство; од 2006)
- „“ (Циркус са звездама; 2007)
- „“ (2007—2008)
- „“ (Велика разлика; од 2008)
- „“ (Циркус; 2008)
- „“ (Рефлектор Парис Хилтон; Руски први канал) (од 2008-2012)
- „“ (2012-)